# Karel Čížek (mykolog)
Karel Čížek (4. května 1935 Komárov (okr. Beroun) – 31. ledna 2013 Pardubice) byl český mykolog.
Zemřel po dlouhé těžké nemoci.

## Rodina
Otec Rudolf Čížek působil jako truhlář a matka Marie jako prodavačka.

## Vzdělání a kariéra
Základní školu vystudoval v Praze 6 a poté pokračoval na Střední odborné škole chemické, kde se vyučil lučebníkem léčiv (1950–1952). Následně absolvoval základní vojenskou službu a v letech 1955–1958 i Vojenské spojovací učiliště v Novém Meste nad Váhom.
Po studiích se usadil v Pardubicích, kde byl až do roku 1970 vojákem z povolání. Následně pracoval v redakci krajských novin Pochodeň v Hradci Králové. V letech 1977–1978 absolvoval ještě Vysokou školu politickou v Praze. Poté byl zaměstnán ve veřejné správě, a to až do roku 1995, kdy odešel do důchodu.

## Mykologie a další zájmy
Mezi jeho zájmy patřilo sportovní fotografování, historické knihy či astronomie. Klíčovým zájem se však stala mykologie a sběr hub, pro který měl základnu v podobě chalupy a lesů u obce Jaroslav na Pardubicku.
Podobně jako jiní mykologové, se i Karel Čížek úzce specializoval na skupinu tzv. resupinátních hub, a z nich nejvíce na houby vatičkovité (rod Tomentella a příbuzné rody). Ty průběžně a systematicky zpracovával, a dokonce pro vědu popsal nový druh: vatičku Tomentella spinosispora (2004). V roce 1992 popsal společně s Pouzarem novou primitivní kornatcovitou houbu Thanatephorus ovalisporus.
Jeho klíčovým dílem je seriál 29 významných vědeckých příspěvků k vatičkovitým houbám Česka a Slovenska uveřejněný v časopisu Mykologické listy. Texty doprovázel vlastními perokresbami mikroznaků, což zvládal díky schopnosti kvalitního kreslení i fotografování. Závěr seriálu o vatičkovitých houbách již vzhledem k zdravotnímu stavu a úmrtí nedokončil.
Po dr. Mirko Svrčkovi se Čížek stal v Česku po mnoho let jediným specialistou na vatičkovité houby.
Mimo své hlavní zaměření rovněž pomáhal s určováním dalších nelupenatých, zejména kornatcovitých hub, zejména v rámci výzkumů v chráněných územích, čímž se také podílel na ochraně přírody. Některé z jím určených sběrů jsou zmíněny v knihách Flóra a vegetace na soutoku Moravy a Dyje (Vicherek a kol., 2000), Houby, lišejníky a mechorosty Národního parku Podyjí (Antonín a kol., 2000).
Kotlaba s Pouzarem uvádějí, že přestože patřil k mykologům amatérům bez přírodovědného vzdělání, zařadil se mezi špičkové české badatele, kteří se zasloužili o rozvoj české mykologie. Na studium kornatcovitých hub částečně přivedl i významného slovenského mykologa Ladislava Hagaru.

### Sbírka
Za svůj život vytvořil sbírku exsilátů hub evropského významu. Po jeho smrti v roce 2013 byla tato cenná sbírka včetně perokreseb, fotografií a poznámek k jednotlivým druhům zakoupena Muzeem východních Čech v Hradci Králové (od Vincencie Čížkové a Josefa Slavíčka) a uložena do tamního mykologického herbáře. V roce 2014 došlo k inventarizaci sbírky. Sbírka obsahuje přibližně 2 tisíce položek hub. Herbářové položky kornatcovitých hub zahrnují čeledi Corticiaceae, rody Tomentella, Tomentellopsis, Tomentellina, Tomentellastrum, Pseudotomentella a Thelephora, a mají původ v Česku, na Slovensku, i jinde v Evropě, méně často i v USA.

### Mykologické dílo
1990
- Dva zajímavé nálezy rosolovkovitých hub (Bourdotia galzinii, Exidia cartilaginea) z východních Čech. Česká Mykologie 44, 31–34.[4]

1991
- Lazulinospora cyanea (Corticiaceae), nový druh resupinátních bazidiomycetů z Československa. Česká Mykologie 45, 75–80.

1992
- Čížek K. et Pouzar Z.: A new European species of the genus Thanatephorus subgen. Ypsilonidium (Corticiaceae). Česká Mykologie 45, 62–66.

1997
- Vatičkovité houby České republiky a Slovenska I. Tomentellopsis bresadoliana – vatovečka nazelenalá. Mykologické listy 61, 1–5.
- Myxarium subhyalinum – slizovník lilákový roste také v Čechách. Mykologické listy 62, 1–3.

1998
- Vatičkovité houby České republiky a Slovenska III. Tomentella crinalis – vatička vlasatá. Mykologické listy 64, 1–4.
- Vatičkovité houby České republiky a Slovenska IV. Tomentella italica – vatička italská. Mykologické listy 66, 1–5.

1999
- Vatičkovité houby České republiky a Slovenska IV. Pseudotomentella atrocyanea – vatovka modrovýtrusá. Mykologické listy 68, 8–12.
- Serendipita vermifera (Tremellaceae) – nový druh pro českou mykoflóru. Mykologické listy 70, 5–8.

2000
- Vatičkovité houby České republiky a Slovenska V. Pseudotomentella nigra. Mykologické listy, 1–5.
- Vatičkovité houby České republiky a Slovenska VI. Tomentella terrestris – vatička hnědovínová. Mykologické listy 74, 1–4.

2001
- Vatičkovité houby České republiky a Slovenska VIII. Tomentellopsis submollis – vatovečka měkká. Mykologické listy 76, 1–4.
- Vatičkovité houby České republiky a Slovenska IX. Tomentella cinerascens – vatička popelavá. Mykologické listy 77, 1–3.

2002
- Vatičkovité houby České republiky a Slovenska X. Pseudotomentella humicola – vatovka přezkatá. Mykologické listy 80, 1–4.
- Vatičkovité houby České republiky a Slovenska XI. Tomentella asperula – vatička bělovrstvá. Mykologické listy 81, 4–7.
- Vatičkovité houby České republiky a Slovenska XII. Tomentella duemmeri – vatička Duemmerova. Mykologické listy 83, 1–5.

2003
- Vatičkovité houby České republiky a Slovenska XIII. Tomentella atramentaria – vatička inkoustová. Mykologické listy 84–85, 20–25.
- Vatičkovité houby České republiky a Slovenska XIV. Tomentella galzinii – vatička Galzinova. Mykologické listy 86, 1–4.

2004
- Vatičkovité houby České republiky a Slovenska XV. Tomentella testaceogilva – vatička hlínožlutá. Mykologické listy 88, 1–6.
- Vatičkovité houby České republiky a Slovenska XVI. Tomentellopsis pusilla – vatovečka drobnovýtrusá. Mykologické listy 90–91, 1–5.
- Tomentella spinosispora Čížek sp. nov. (Thelephoraceae), a new species from the Czech Republic. Czech Mycology 56, 253–258.

2005
- Vatičkovité houby České republiky a Slovenska XVII. Tomentella bresadolae – vatička velkovýtrusá. Mykologické listy 92, 1–6.

2006
- Vatičkovité houby České republiky a Slovenska XVIII. Pseudotomentella atrofusca – vatovka černohnědá. Mykologické listy 95, 1–5.
- Vatičkovité houby České republiky a Slovenska XIX. Tomentellopsis zygodesmoides – vatovečka hnědavá. Mykologické listy 96, 1–5.
- Vatičkovité houby České republiky a Slovenska XX. Tomentella cinereoumbrina – vatička šedohnědá. Mykologické listy 98, 1–7.

2007
- Vatičkovité houby České republiky a Slovenska XXI. Tomentellopsis echinospora – vatovečka ostnovýtrusá. Mykologické listy 101, 1–5.
- Čížek K., Hagara L. et Lizoň P.: Amaurodon mustialaensis (Basidiomycetes, Thelephoraceae), new to Slovakia. Czech Mycology 59, 177–183.

2008
- Vatičkovité houby České republiky a Slovenska XXII. Tomentella subcinerascens – vatička sivá. Mykologické listy 103, 1–8.
- Vatičkovité houby České republiky a Slovenska XXIII. Amaurodon viridis – vatička zelená. Mykologické listy 105, 1–10.

2009
- Vatičkovité houby České republiky a Slovenska XXIV. Tomentella griseoumbrina – vatička drobnovýtrusá. Mykologické listy 107, 1–9.
- Vatičkovité houby České republiky a Slovenska XXV. Tomentella atroarenicolor – vatička šídlonosná. Mykologické listy 109, 1–10.

2010
- Vatičkovité houby České republiky a Slovenska XXVI. Tomentella ochraceo-olivacea – vatička naokrovělá. Mykologické listy 113, 1–8.
- Vatičkovité houby České republiky a Slovenska XXVII. Pseudotomentella flavovirens – vatovka zelenavá. Mykologické listy 114, 1–9.

2011
- Vatičkovité houby České republiky a Slovenska XXVIII. Tomentella caesiocinerea – vatička modrošedá. Mykologické listy 117, 1–10.

2012
- Vatičkovité houby České republiky a Slovenska XXIX. Tomentella atrovirens – vatička tmavozelená. Mykologické listy 122, 1–9.[1]